# Гидарн Старший
Гидарн (др.-греч. Ὑδάρνης) (также Видарна, Идерн) — знатный перс, соратник Дария I, живший во второй половине VI — начале V веков до н. э.

## Биография
«Видарна, сын Багабигны», принадлежавший к аристократическому персидскому роду, упоминается в Бехистунской надписи наряду с шестью другими вельможами, принявшими 29 сентября 522 года до н. э. участие в убийстве Лже-Смердиса (или Бардии). Здесь его имя названо четвёртым по счёту. По свидетельству Геродота, Гидарна в заговор вовлёк Аспатин, с которым он был, по мнению исследователя Р. Шмитта, в дружеских отношениях. Ктесий называет его Идерном.
Впоследствии Гидарн возглавил армию (видимо, смешанного, персидско-мидийского, характера), направленную в Мидию для подавления мятежа Фравартиша. По предположению исследователя В. П. Орлова, это небольшое в количественном отношении, но оставшееся верным Дарию войско могло послужить прототипом царской гвардии «бессмертных». 12 января 521 года до н. э. у города Маруш (между современными Керманшахом и Кангаваром, на дороге из Месопотамии к Иранскому плато), согласно Бехистунской надписи, Гидарн одержал победу над бунтовщиками. Как отметил М. А. Дандамаев, в действительности же битва окончилась безрезультатно, так как персидский военачальник в течение нескольких последующих месяцев воздерживался от ведения активных боевых действий, находясь у Кампанда (возможно, горная долина, где высечена Бехистунская надпись), пока из Вавилона не прибыл с основными силами сам Дарий. По мнению авторов Кембриджской истории древнего мира, задачей Гидарна было воспрепятствование выдвижению мидийцев из Экбатан на Вавилон, и это было успешно осуществлено, но для решения более масштабной задачи возможностей у Гидарна было недостаточно.
Как следует из сообщения Плутарха, Гидарн занимал пост хилиарха. Возможно, что эту важную должность он получил от Дария в качестве награды. Однако Геродот не указывает, что политический статус Гидарна был выше, чем у Отаны и Гобрия, связанных с Дарием матримониальными связями. По версии некоторых учёных, например, Дандамаева, Шмитта, за свои заслуги Гидарн мог быть вознаграждён должностью сатрапа Армении с наследственными правами. Другие полагают, что он был наместником Мидии. Например, П. Бриан ссылается в этом вопросе на сведения из архива в Персеполе и относит время правления Гидарна ориентировочно к 520—499 годам до н. э.
Гидарн принимал участие в походе на скифов, когда мог, по версии Орлова, познакомиться с Мильтиадом. Экспедиция на остров Парос, происходившая, видимо, около 489 года до н. э., была, по словам «отца истории», осуществлена Мильтиадом по той причине, что ранее он был оклеветан перед Гидарном паросцем Лисагором.
Возможно, именно у Гидарна Старшего около 486 года до н. э. останавливались спартанские дипломаты Булис и Сперфий, направлявшиеся после убийства персидских послов ко двору царя в Сузах.
Сыновьями Гидарна, очевидно, были Гидарн Младший и Сисамн, во время вторжения в 480 году до н. э. в Грецию возглавлявшие, соответственно, «бессмертных» и воинский контингент из жителей Арии. Потомки Гидарна Старшего в конце V — первой половине IV веков до н. э. породнились с царями Дарием II и Артаксерксом II, хотя Бриан не считает это полностью определённым. К Гидарнидам, видимо, относился и сатрап Армении Ерванд I, а, возможно, и Тиссаферн, военачальник Артаксеркса III Росак и сыновья правителя Киликии Мазея Гидарн и Артибол.